# Огиенко, Дмитрий Сергеевич
Дмитрий Сергеевич Огиенко (род. 14 сентября 1985) — российский самбист и дзюдоист, бронзовый призёр чемпионата России по дзюдо 2006 года, мастер спорта России международного класса. Представлял клуб «Самбо-70». Выступал в лёгкой (до 73 кг) и полусредней (до 81 кг) весовых категориях. Тренировался под руководством Сергея Лукашова. Брат Дениса Огиенко.

## Спортивные результаты
- Чемпионат России 2003 года среди молодёжи — ;
- Чемпионат России 2004 года среди юниоров — ;
- Чемпионат России по дзюдо 2006 года — ;
- Чемпионат Москвы по самбо 2008 года — ;
- Чемпионат Москвы по дзюдо 2009 года — ;

### Этапы Кубка мира по дзюдо
- Москва, 2005 год — ;
- Тбилиси, 2006 год — ;
- Москва, 2006 год — ;